# LIFAD Tour
El LIFAD Tour es una gira de la banda de metal Industrial Rammstein para promocionar su disco más reciente, Liebe ist für alle da de 2009, además de incluir algunos temas de discos anteriores. La gira recorrió toda Europa, parte de Asia y América, donde tuvo lugar su primera presentación en Chile y Colombia, el primer concierto como banda principal en Argentina (luego de ser teloneros de Kiss en 1999), así como su regreso a México y Estados Unidos después de casi 10 años de ausencia. También actuaron en el festival Big Day Out y visitaron por primera vez África donde ofrecieron 2 actuaciones. La gira concluyó el 31 de mayo de 2011 en el Auditorio Banamex en Monterrey, Nuevo León. Destacó por el escenario simbolizando una fábrica; los artefactos del escenario han logrado que Rammstein sea nominado para el premio ``Mejor Show en Vivo´´.
El tour fue grabado en los conciertos de Montreal (Bell Center) el 9 de diciembre de 2010 y en Nueva York (Madison Square Garden) el 11 de diciembre de 2010, este último fue lanzado como DVD llamado In Amerika el 25 de septiembre del 2015.

## Lista de temas
Este es el orden de canciones oficiales interpretadas en casi todas las presentaciones. En algunas ocasiones se agregaron o reemplazaron canciones.
1. "Rammlied"
2. "B********"
3. "Waidmanns Heil"
4. "Keine Lust"
5. "Weisses Fleisch"
6. "Feuer frei!"
7. "Wiener Blut"
8. "Fruhling In Paris"
9. "Ich tu Dir Weh"
10. "Liebe ist für alle da" o "Du riechst so gut"
11. "Benzin"
12. "Links 2 3 4"
13. "Du hast"
14. "Pussy"
15. "Sonne"
16. "Haifisch"
17. "Ich will"
18. "Engel"

### Temas interpretados en distintas ocasiones
- "Seemann": Al principio formaba parte de la lista oficial como tema de cierre, pero después de los 3 primeros conciertos fue omitido.
- "Amerika": Interpretada en noviembre del 2009 en Basilea, usada como tema para cerrar reemplazando a "Engel".
- "Rein Raus": Interpretada en febrero del 2010 en Dortmund, Westfalenhalle y usada para reemplazar  "Ich tu Dir Weh" cuando dicha canción tuvo problemas de censura.
- "Asche zu Asche": Interpretada en diciembre del 2009 en Stuttgart. Al igual que la anterior fue usada como reemplazo de "Ich tu Dir Weh".
- "Du riechst so gut": Reemplazando permanentemente a "Liebe ist für alle da" a partir del concierto de Berlín en 2010.
- "Mein Teil": Interpretada por primera vez en la gira el 25 de noviembre en Chile y usada solo en las presentaciones donde no se dio el espectáculo completo (toda Sudamérica, el festival Big Day Out y Sudáfrica); al igual que la anterior, reemplazó a Ich Tu Dir Weh excepto en Chile.
- "Te quiero puta!": Debut en vivo  el 25 de noviembre de 2010 en Chile, fue el tema de cierre en toda Latinoamérica reemplazando a Engel, exceptuando los últimos conciertos de México en 2011, dónde  se interpretaron ambas.

### Vestuario
- Till Lindemann: Usaba una especie de mantel de cocinero rojo con plumas en el cuello, además de un foco pequeño en su boca y una redecilla en su cabeza.
- Richard Kruspe: Tenía un traje parecido al de los chicos dark.
- Paul Landers: Llevaba una playera sin mangas, pantalón y botas negras y pulseras plateadas. En esta gira fue la primera vez en el que se le vio tatuado.
- Christoph Schneider: Para esta gira se dejó crecer el cabello aún más, usaba playera negra y bermudas también negras sin olvidar las botas.
- Oliver Riedel: Usó dos trajes, uno en la que usaba una chaqueta con gorra y otra con un pañuelo que le tapaba la nuca más un sombrero.
- Christian Lorenz: Durante un concierto usaba dos trajes, uno con un pañuelo que le tapaba la nuca y un traje negro y largo que le llegaba hasta los pies y cuando salía de la tina en la que Till lo metía para "Ich Tu Dir Weh", llevaba un traje plateado y brillante.

## Efectos
Los nuevos efectos consisten en un muro destruido por Paul y Richard y cortado por Till (después se usó como telón la bandera de Alemania) para abrir sus conciertos. También durante "Waidmanns Heil" Till se vestía del típico cazador alemán ( con la que la letra señala) y al terminar con el momento más duro de la canción "disparaba" al aire mientras que después todo el escenario se iluminaba de color rojo. Para "Wiener Blut" eran colgados muñecas de bebé (posteriormente se les puso rayos láser verdes a los ojos) con los cuales al terminar la canción Flake usaba un sonido estilo Electro y riffs poderosos de los demás alternativamente para que al final los bebés explotaran de uno en uno.
A la mitad de "Frühling in Paris" otro telón en la parte trasera del escenario caía para dejar ver el verdadero escenario y seguidamente proseguían con "Ich tu dir Weh" mientras Till metía a Flake Lorenz en una bañera llena de metal líquido y salía con un traje diferente. En "Benzin" Till quema a un "fanático que sube al escenario".
En "Pussy" Till se sube a un cañón rosa que dispara espuma blanca (simulando una eyaculación). En "Haifisch" para que Flake Lorenz navegaba por el público y por último en "Engel" Till se ponía alas de metal que emanaban fuego y luces. También se usaron otros efectos utilizados anteriormente, como las máscaras de fuego en "Feuer frei!", el baile de Lorenz en "Weisses Fleisch" y la salida de fuego en "Sonne".